# 教練機

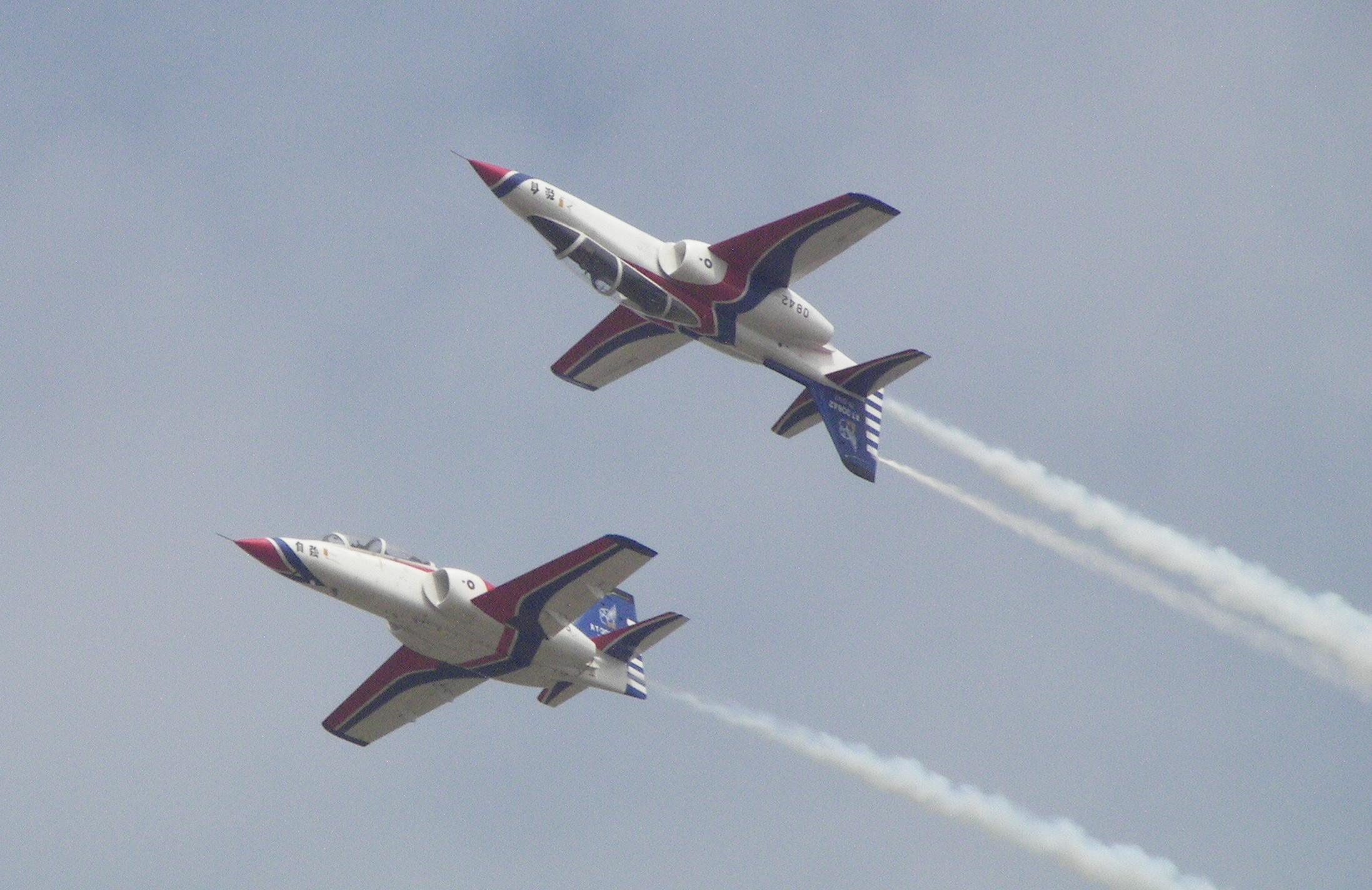
中華民國空軍AT-3自強號高級教練/輕攻擊機

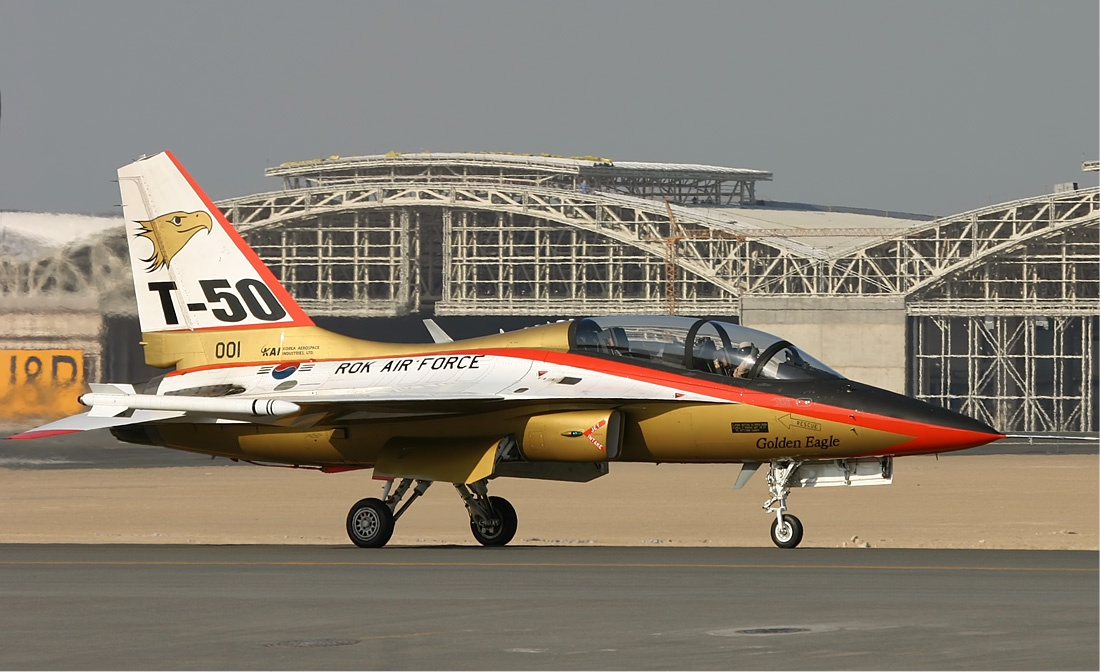
韓國T-50金鷹式高級教練機，其衍生出TA-50戰術先導教練機與FA-50戰鬥攻擊機

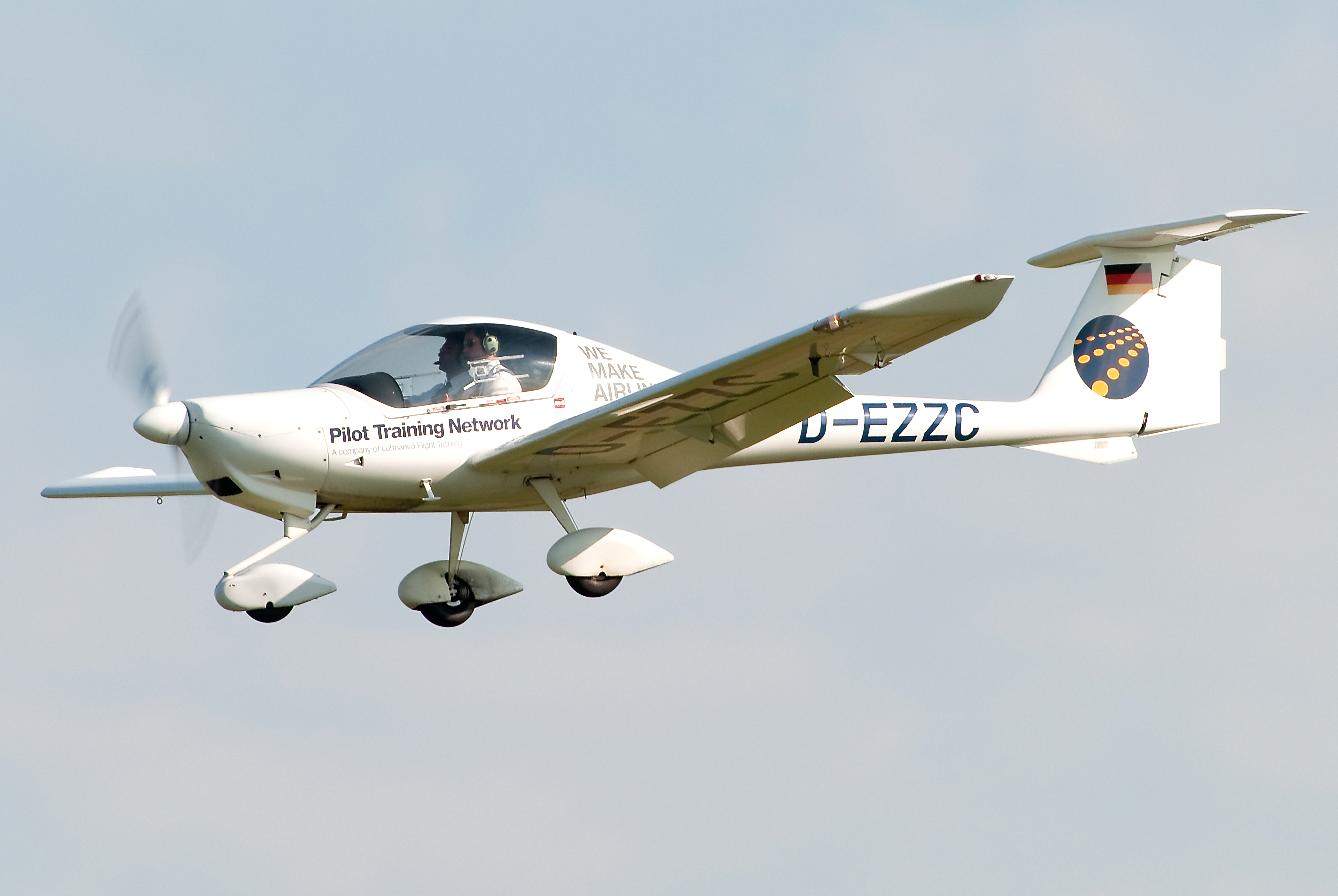
常用於民航飛行員訓練的鑽石DA20

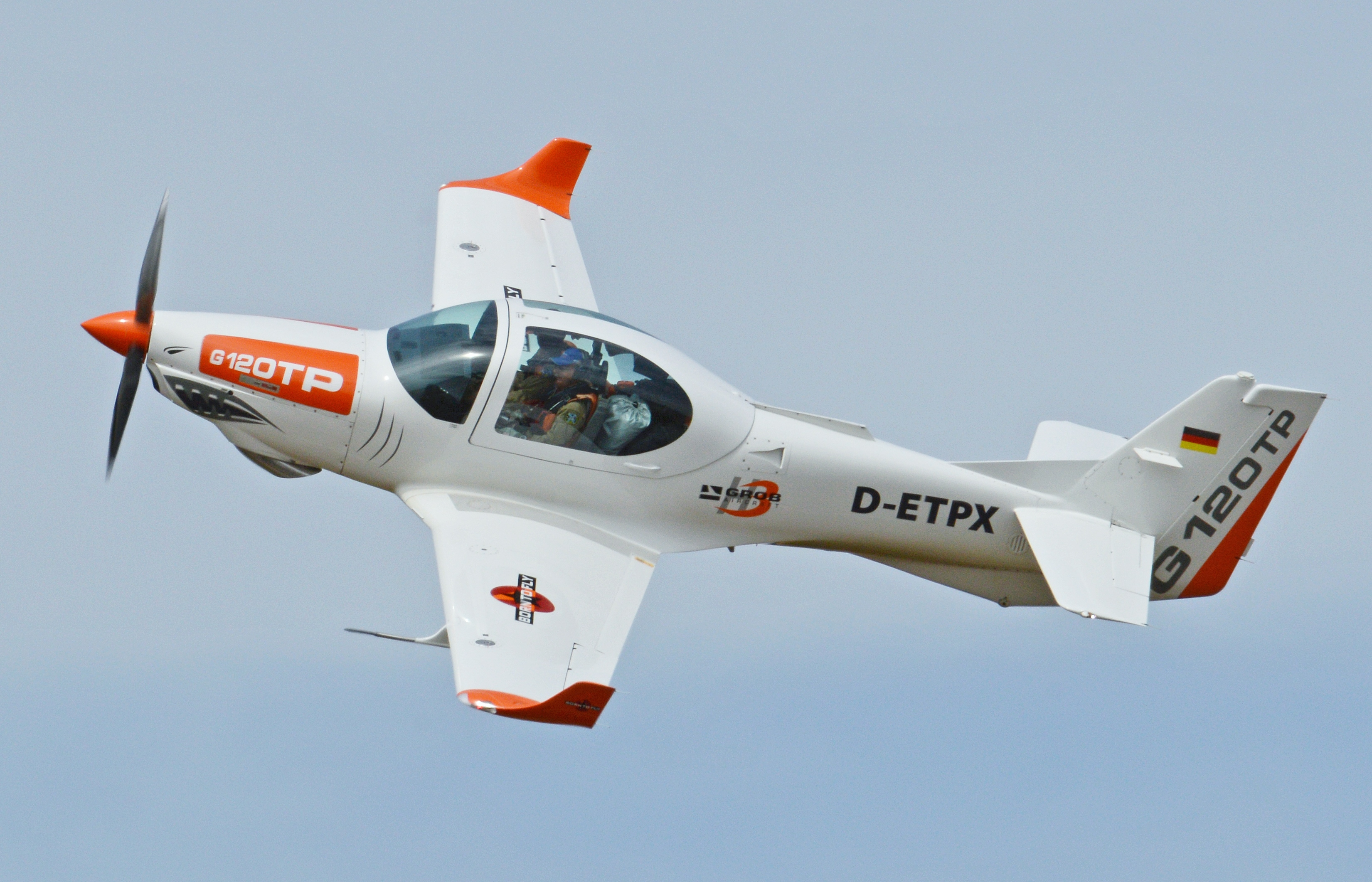
受十餘國空軍青睞的G 120 TP教練機

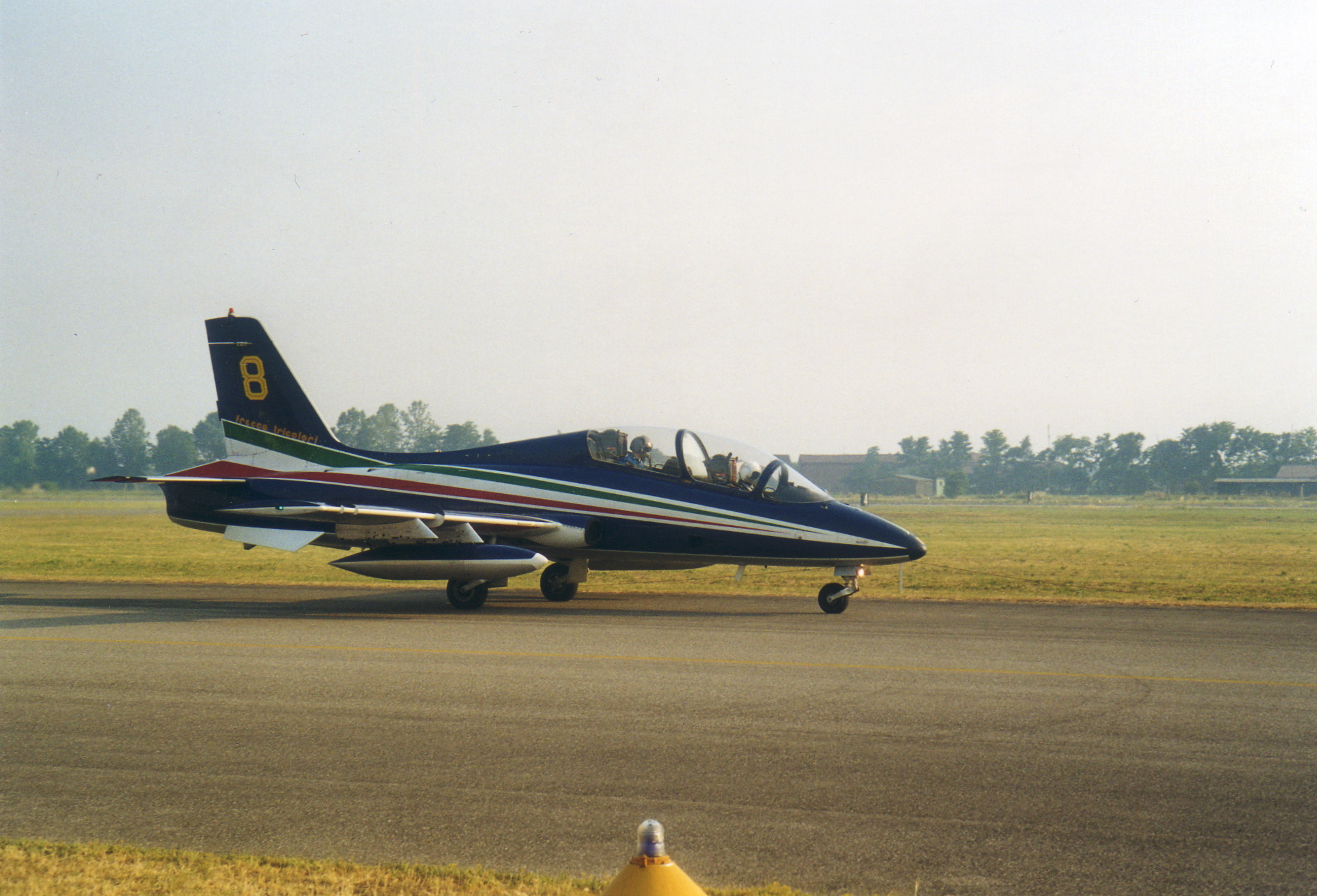
義大利MB-339教練機

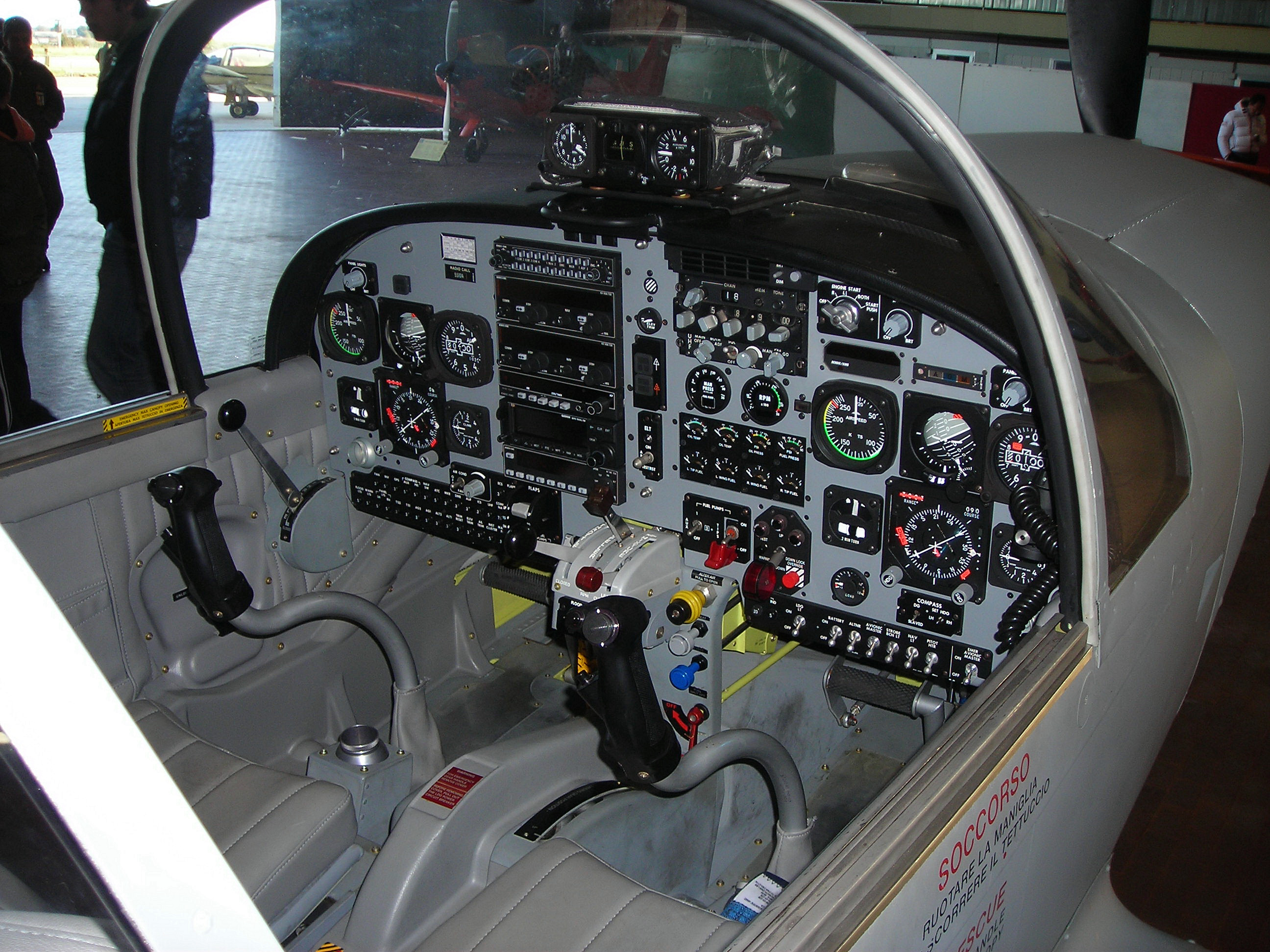
SF-260教練機的雙席位駕駛艙

教練機是訓練飛行員從最初級的飛行技術到能夠單獨飛行與完成指定工作的特殊機種。無論是操作民用或者是軍用飛機的飛行員都需要經過一些相同的訓練程序，使用類似的教練機完成基礎飛行課程。

## 基本需求
教練機最基本的需求是提供不具備飛行技能與經驗的人一個學習工具，因此教練機必須滿足操作簡單與不容易失去控制這兩個基本條件。這一類教練機通常也稱為初級教練機。由於教練機是以飛行訓練為目的，絕大多數的教練機以雙座居多，讓學員飛行時教練可在機上指導。部分具備飛行訓練功能的飛機可以是由一般的飛機加裝另外一套設備之後，擔任飛行訓練的任務。

## 分類
常見的教練機分類方式有兩種，分別是兩級與三級制。兩級制區分為初級與高級教練機。三級制為初級、中級與高級教練機。

### 初級教練機
初級教練機是沒有飛行經驗與技術的新手初次接受訓練的機種，操作簡單，不容易失去控制是初級教練機共通的特性。幾乎所有的初級教練機都是螺旋槳推進，速度較低的機種。兩級制的訓練在初級課程完成之後，就會決定操作的機種是單發動機或者是多發動機而分配到不同的訓練單位。

### 中級教練機
中級教練機是三級制當中提供較高難度的飛行訓練用的機種。使用者已經具備基本的飛行技術和一些經驗，能夠接受更為複雜的飛行訓練課程。中級教練機的性能需求接近初級教練機，但是運動性能要求較高，有些教練機並且具備攜帶武器的能力。

### 高級教練機
高級教練機是軍用飛行員基本訓練的最後階段，完成高級教練機的訓練之後就會分配到部隊，飛行現役的機種。高級教練機多半是噴射動力，以協助飛行員，尤其是將要操作戰鬥用機種的飛行員熟悉噴射動力飛機的特性。如果是分配操作多發動機的機型，譬如運輸機，高級教練機也會採用類似的多發動機機種，協助飛行員適應不同的操作環境。
負責訓練戰鬥用機種的高級教練機性能多樣，需要具備攜帶某些武器的能力，有些工業程度高的國家以此打開自製戰機的大門，甚至會以高級教練機兼負作戰任務，譬如反游擊、密接支援或者是空中巡邏等。

### 戰術先導教練機
Lead-in Fighter Trainer (LIFT)，在中華民國空軍又稱作「部隊訓練機」（部訓機）；超音速換訓，特定飛行科目及武器及戰術運用，通常也用於飛行員的熟飛任務。

## 世界各國的第五代高級噴射教練機

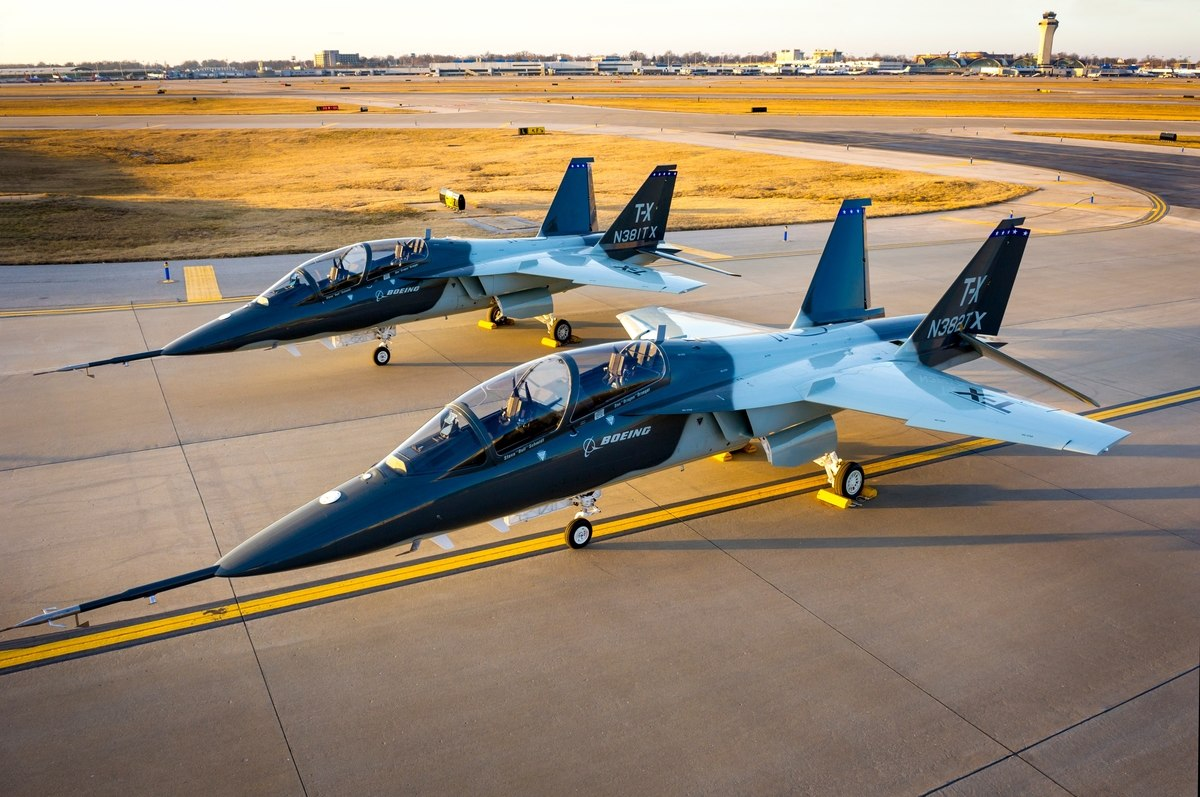
T-7A紅鷹高級教練機

- 勇鷹── 中華民國
- L15獵鷹── 中华人民共和国
- T-50金鷹── 大韓民國
- 噴射自由鳥── 土耳其
- Yak-130── 俄羅斯
- M 346大師── 義大利
- T-7A紅鷹── 美国／ 瑞典

## 外部連結
- Trainer （页面存档备份，存于）
- The Top 5 Best Trainer Aircraft （页面存档备份，存于）
- T-7A Red Hawk - Boeing （页面存档备份，存于）
- Trainer Aircraft : Ministry of Defence of the Russian Federation （页面存档备份，存于）